# Parc provincial Batchawana Bay
Le parc provincial Batchawana Bay (anglais : Batchawana Bay Provincial Park) est un parc provincial de l'Ontario (Canada) située dans le district d'Algoma à 40 km au nord de Sault-Sainte-Marie. Il s'agit d'un parc de jour (sans camping) situé au fond de la baie Batchawana (en).